# Osael Romero
William Osael Romero Castillo (ur. 18 kwietnia 1986 w Usulután) – salwadorski piłkarz występujący na pozycji pomocnika.

## Kariera klubowa
Romero zawodową karierę rozpoczynał w 2005 roku w klubie Atlético Chaparratique. Spędził tam rok, a w 2006 roku odszedł do Once Municipal. W tym samym roku zdobył z nim mistrzostwo fazy Apertura. W 2007 roku trafił do zespołu Vista Hermosa.
W 2010 roku został wypożyczony do amerykańskiego CD Chivas USA. W MLS zadebiutował 27 marca 2010 roku w przegranym 0:1 pojedynku z Colorado Rapids. 26 czerwca 2010 roku w przegranym 1:2 spotkaniu z FC Dallas strzelił pierwszego gola w MLS. W Chivas występował przez rok.
W 2011 roku Romero wrócił do Salwadoru, gdzie podpisał kontrakt z klubem Águila.

## Kariera reprezentacyjna
W reprezentacji Salwadoru Romero zadebiutował w 2007 roku. 22 października 2008 roku w wygranym 2:0 towarzyskim meczu z Boliwią strzelił pierwszego gola w drużynie narodowej.
W 2009 roku został powołany do kadry na Złoty Puchar CONCACAF. Zagrał na nim w pojedynkach z Kostaryką (2:1), Kanadą (0:1) oraz Jamajką (0:1). W spotkaniu z Kostaryką zdobył obie bramki dla swojego zespołu. Tamten turniej Salwador zakończył na fazie grupowej.

## Afera korupcyjna
Osael Romero zastał dożywotnio zawieszony przez Federację Salwadoru (FESFUT) wraz z 13 innymi reprezentantami tego kraju za udział w ustawianiu meczów. Zawodnicy mieli dopuścić się czynów korupcyjnych co najmniej przy czterech meczach międzynarodowych. Zakaz dotyczy pracy w środowisku piłkarskim w jakiejkolwiek roli.